# Don Rendell
Donald Percy „Don“ Rendell (* 4. März 1926 in Plymouth, England; † 20. Oktober 2015) war ein britischer Sopran- und Tenorsaxophonist, Klarinettist, Flötist und Arrangeur des Modern Jazz.

## Leben
Don Rendell begann seine Profikarriere mit fünfzehn Jahren auf dem Altsaxophon, bald wechselte er allerdings zum Tenor. Zunächst spielte er im Quartett mit Stanley Watson. In den Basen der US-Army spielte er 1944 zur Truppenbetreuung in Big Bands der United Service Organizations, arbeitete dann in verschiedenen Bands, wie der Oscar Rabin Band. 1950 wurde er Mitglied der Johnny Dankworth Seven, der er bis 1953 angehörte. Von 1953 bis 1955 leitete er eigene Formationen (u. a. mit Dickie Hawdon) und spielte in verschiedenen  Londoner Jazzclubs, unter anderem 1954 mit Ronnie Ross. Danach arbeitete er in den Bands von Tony Crombie (1955) und Ted Heath (1955/56), ging 1956 mit Stan Kentons Band auf Tournee und ist auf dessen Album Live at Royal Albert Hall mit Soli zu hören. 1957 nahm er mit Humphrey Lyttelton und mit den Melody Maker All Stars (zu denen auch Jimmy Skidmore als zweiter Tenorist zählte) auf. 1959 spielte er mit Woody Hermans Anglo-American Herd, außerdem war er in der Begleitgruppe von Billie Holiday, als sie in Großbritannien auf Tournee war. Seit 1960 leitete er wieder eigene Bands, denen unter anderem  Graham Bond, John Burch und Tony Archer (1961/62), Michael Garrick (1965 und 1969) und Ian Carr angehörten.  Mit letzterem bildete der Saxophonist 1964 das Rendell-Carr Quintet, das bis 1969 bestand. Ende der 1960er Jahre war er auch Mitglied von Neil Ardleys New Jazz Orchestra. Er spielte auf Stan Traceys Ellington-Tribut We Love You Madly, bei Mick Pyne und bei Acker Bilk. Seit den 1970er Jahren leitete er eigene Combos, in denen unter anderen Barbara Thompson (1973/76), Mario Castronari, Art Themen und Christine Tobin wirkten.
Rendells Stil war anfangs stark von Lester Young geprägt, er verarbeitete aber auch die Einflüsse anderer Saxophonisten wie John Coltrane, um schließlich seinen eigenen Stil auszuformen. Rendell arbeitete lange Zeit auch als Musiklehrer; von 1974 bis 1977 war er an der Royal Academy of Music tätig, seit 1984 an der Guildhall School of Music and Drama in London.
Während der gesamten sechziger Jahre war Rendell in unterschiedlichen Polls des Melody Maker in führenden Positionen vertreten; insbesondere sein Spiel auf dem Sopransaxophon und das mit Ian Carr gebildete Quintett standen damals im Zentrum der Aufmerksamkeit.
Don Rendell starb am 20. Oktober 2015 im Alter von 89 Jahren.

## Diskographische Hinweise
- Meet Don Rendell (1954–55: Tempo/Jasmine)
- Rendell-Carr Quintet: Shades of Blue (1964, Columbia; mit Colin Purbrook, Dave Green, Trevor Tomkins)
- Rendell-Carr Quintet: Live from Antibes and the Don Rendell Quartet and Quintet (1964–68: Spotlite)
- Rendell-Carr Quintet: Blue Beginnings (Jazz in Britain, 1964, ed. 2021)[4]
- Rendell-Carr Quintet: Live in London (1965; wiederveröffentlicht bei Harkit 2003)
- Rendell-Carr Quintet: Live (1969, Columbia)
- Rendell-Carr Quintet: Live at the Union 1966 (Reel Recordings, ed. 2009)
- Rendell-Carr Quintet: Change Is (1969, Columbia)
- Space Walk (1970: Columbia/Redial)
- Live at the Avgarde Gallery Manchester (1974: Spotlite)
- Just Music (1974: Spotlite)
- What Am I Here For? (1993–96: Spotlite)
- Reunion: Don Rendell with Ian Carr & Michael Garrick (2002: Spotlite)